# Cratere Cilaos
Cilaos  è un cratere sulla superficie di Marte.
L'eponimo scelto dall'IAU è l'omonimo comune francese del dipartimento d'oltremare di Réunion.